# Эбосс, Энзо
Энзо́ Жак Родо́льф Эбосс (фр. Enzo Jacques Rodolphe Ebosse; 11 марта 1999, Амьен, Франция) — камерунский футболист, защитник клуба «Ягеллония» и сборной Камеруна.
Эбосс родился во Франции, в семье выходцев из Камеруна.

## Клубная карьера
Эбосс — воспитанник клубов «Амьен» и «Ланс». 23 августа 2016 года в поединке Кубка французской лиги против «Парижа» Энзо дебютировал за основной состав последних. 28 августа 2017 года в матче против «Орлеана» он дебютировал в Лиге 2. Летом 2019 года Эбосс перешёл в «Ле-Ман». 27 июля в матче против «Ланса» он дебютировал за новую команду. 
Летом 2020 года Эбосс подписал контракт с «Анже», подписав контракт на 3 года. 22 августа в матче против «Дижона» он дебютировал в Лиге 1.

## Международная карьера
В 2022 году Эбосс принял участие в Кубке Африки 2021 в Камеруне. На турнире он был запасным и на поле не вышел.

## Достижения
Международные
 Камерун
- Бронзовый призёр Кубка Африки — 2021